# Hamvas uborkagomba
A hamvas uborkagomba (Macrocystidia cucumis) a szegfűgombafélék családba tartozó, Eurázsiában, Észak-Afrikában és Észak-Amerikában honos, erdőkben élő, nem ehető gombafaj. 

## Megjelenése
A hamvas uborkagomba kalapja 1-6 cm széles, alakja fiatalon kúpos vagy púpos, majd széles domborúvá kiterül, idősen közel lapos lehet. Színe hamvas sötétbarna, közepén feketés, szélein sárgás; idősen kifakul. Felülete sima, selymes, vagy finoman bársonyos. 
Húsa barnás, vékony. Szaga erős, uborkára vagy heringre emlékeztet; íze inkább kellemetlen, néha enyhén halízű.  
Lemezei sűrűn állnak, szabadok vagy éppencsak hozzánőnek a tönkhöz. Színe fiatalon fehéres, krémszínű; később rózsaszínes árnyalatú bézs vagy sárgás lesz. 
Tönkje 3-7 cm magas és 0,2-0,5 cm vastag. Merev, alakja lefelé vékonyodó. Színe barnásvöröses, a töve felé fokozatosan feketedik.
Spórapora halvány rózsaszínes-barnás. Spórája elliptikus, sima, mérete 7,5-9 x 3,5-4,5 µm.

### Hasonló fajok
Az undorító fülőkével téveszthető össze.   

## Elterjedése és termőhelye
Eurázsiában, Észak-Afrikában és Észak-Amerikában honos. Magyarországon ritka. 
Erdők talaján, fahulladék között, nedves helyeken található meg, a talajban lévő fakorhadékot, avart bontja. Júniustól októberig terem.  

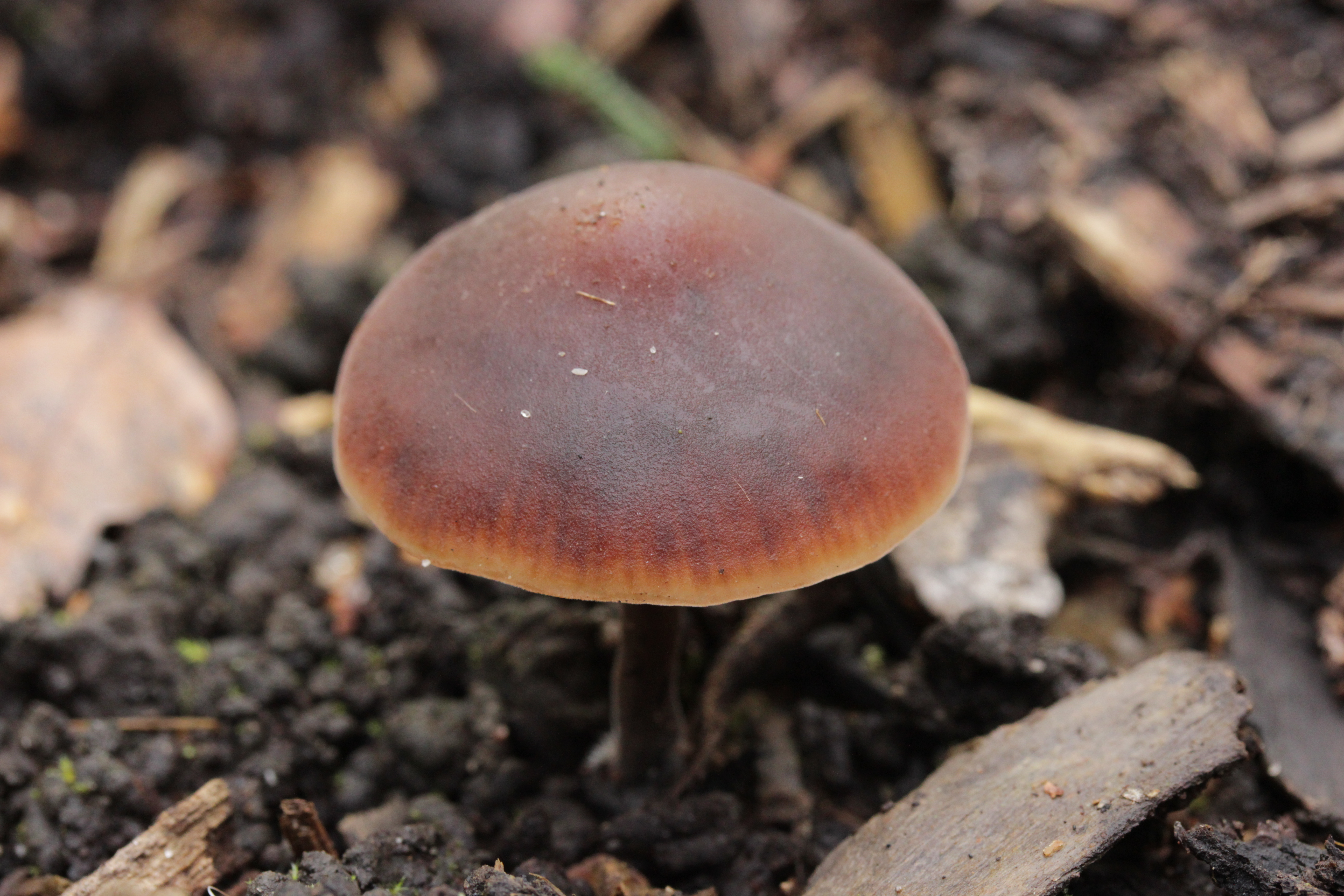
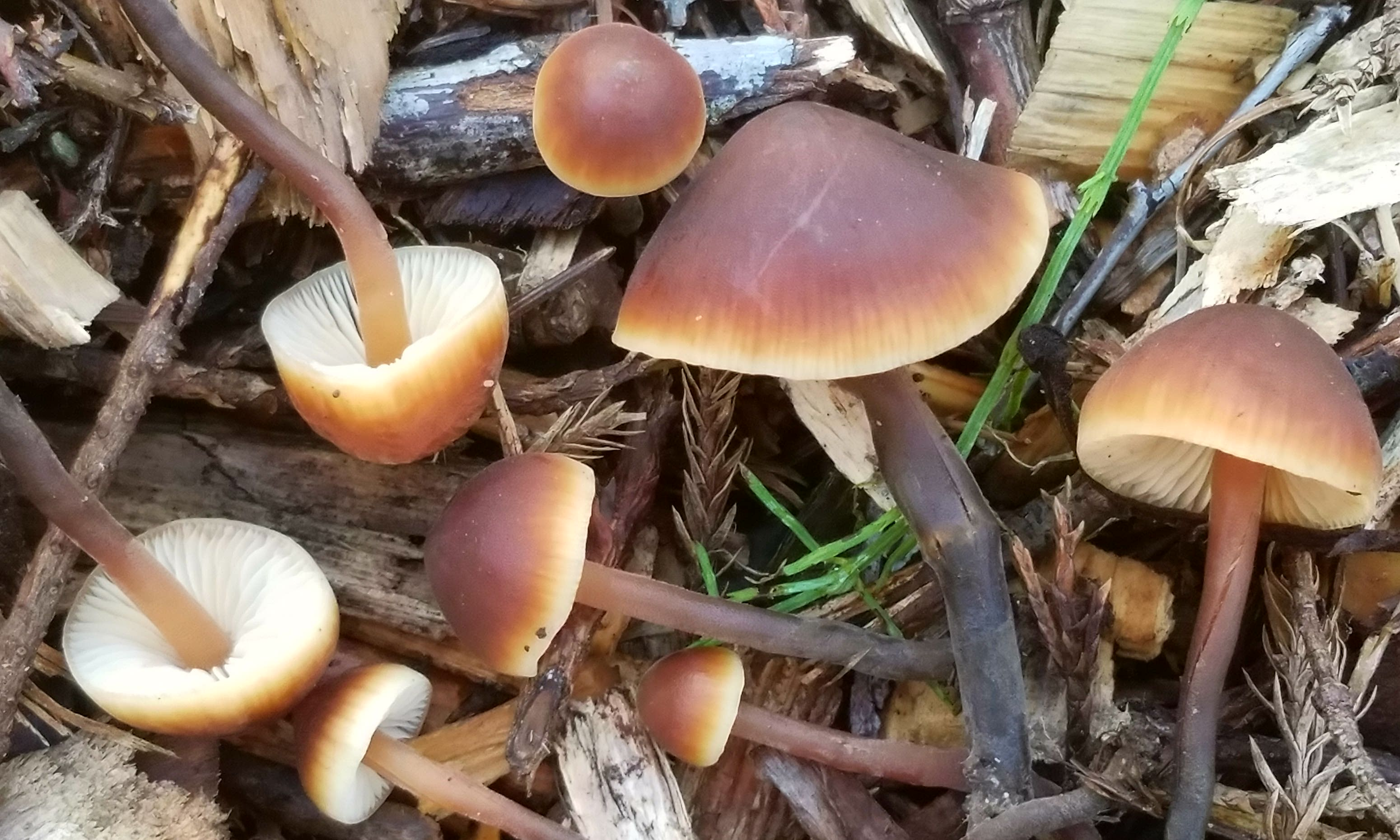
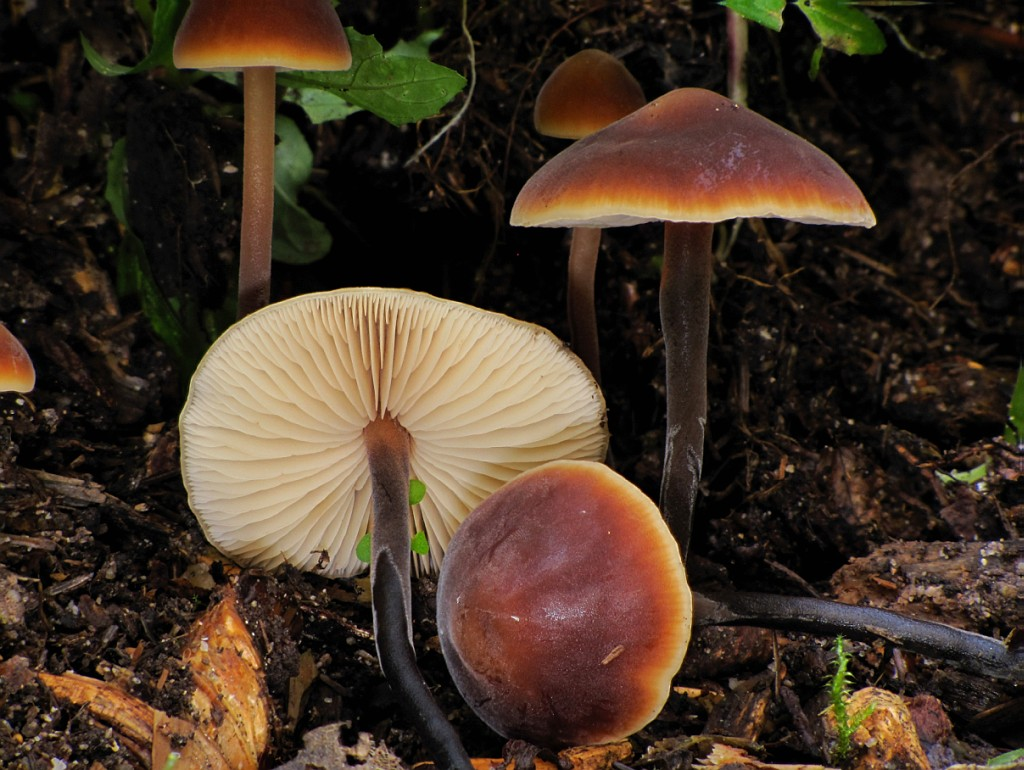
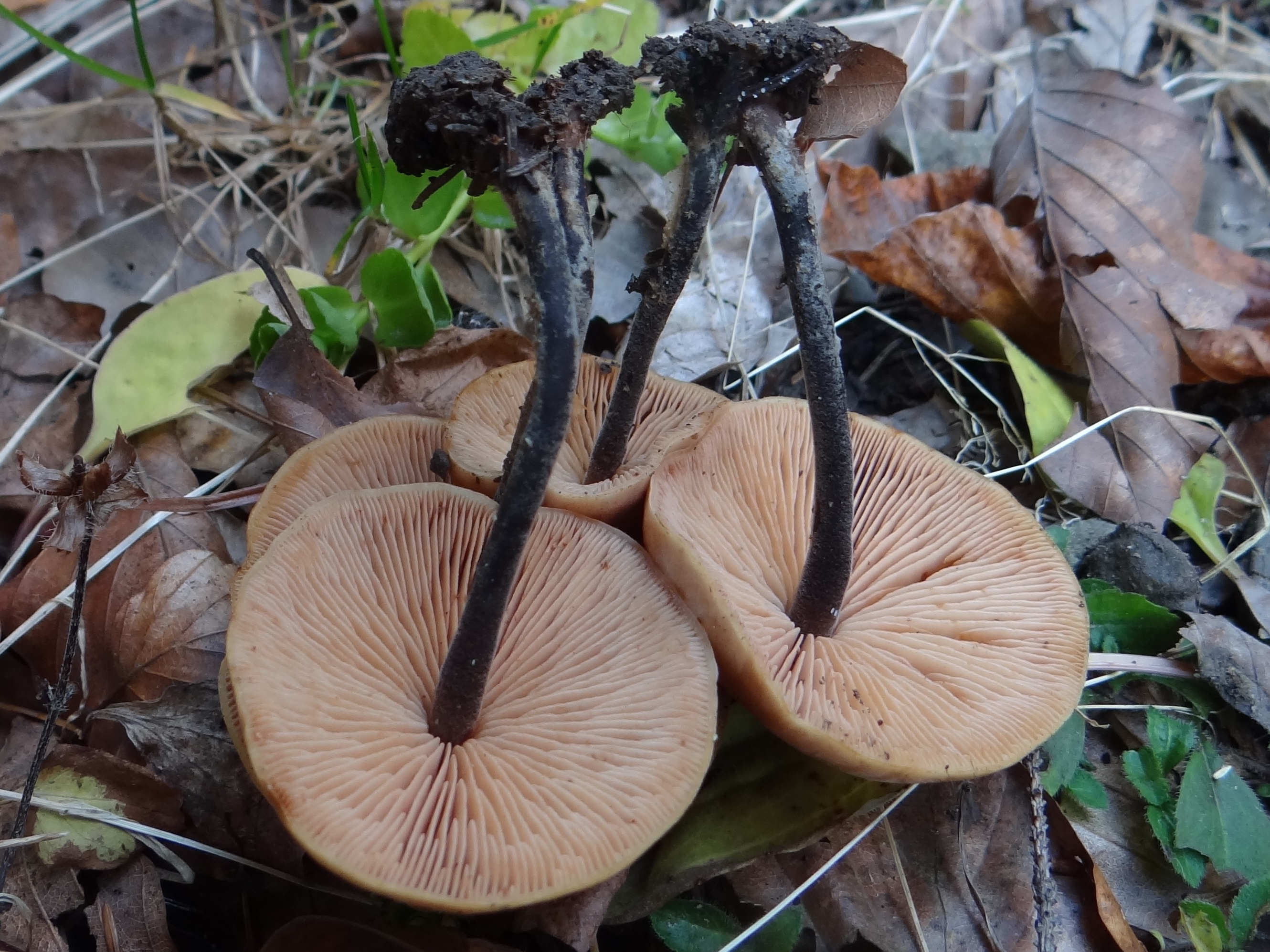
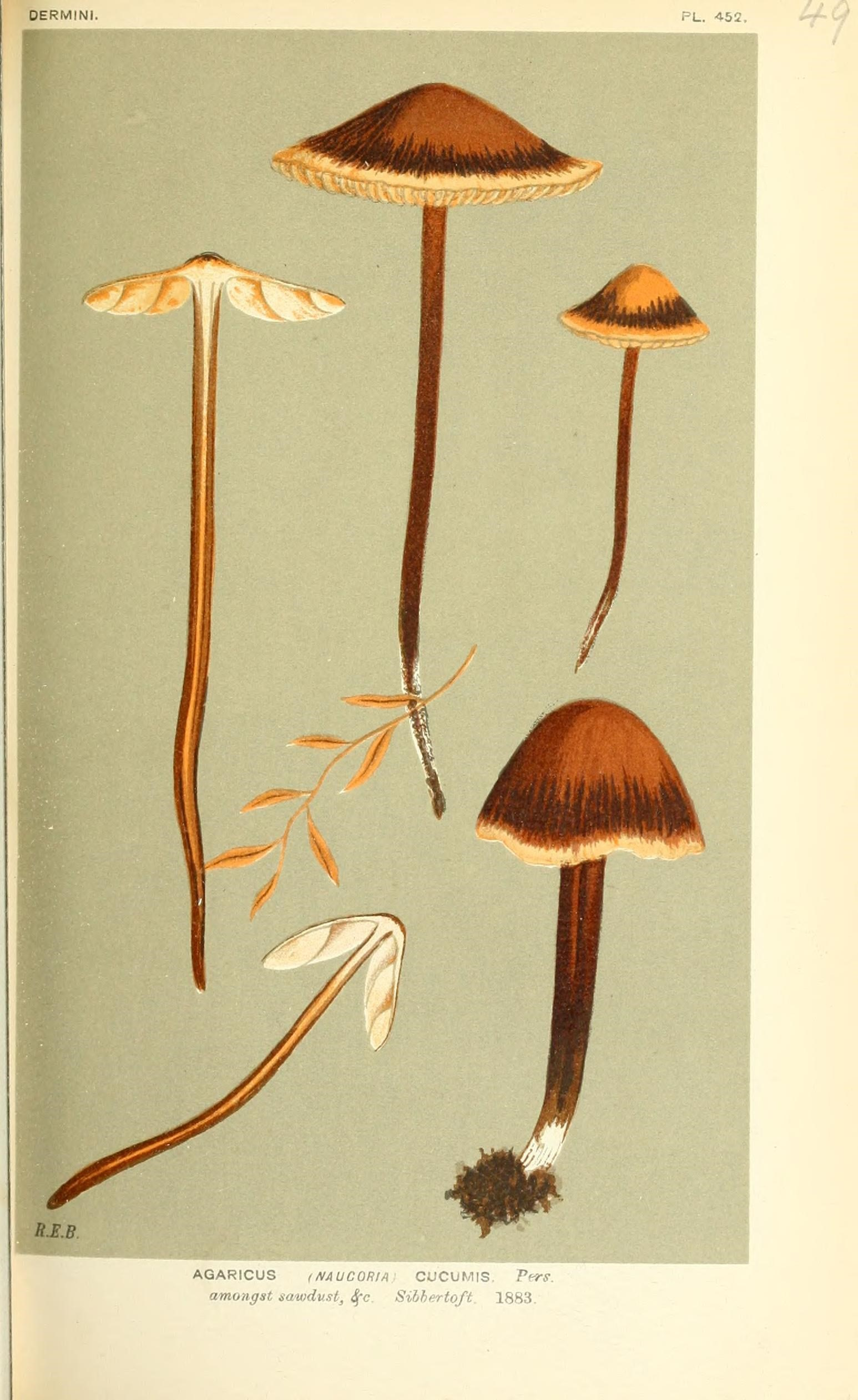

Nem ehető.   